# Joshua Bloch
Joshua J. Bloch (Southampton, Nova Iorque, 28 de agosto de 1961) é um engenheiro de software, anteriormente funcionário da Google , atualmente um autor de temas ligado a tecnologia. Liderou a concepção e implementação de inúmeras funcionalidades da plataforma Java, incluindo o Java Collections, o pacote java.math e seus mecanismos. É autor do guia de programação Java eficaz, que ganhou o prêmio Jolt 2001, e é co-autor de outros dois livros de Java, Java Puzzlers (2005) e Java Concurrency (2006).
Bloch é bacharel em Ciência da Computação pela Universidade de Columbia e um Ph.D. em Ciência da Computação da Carnegie Mellon University. Sua tese de 1990 foi intitulada Uma Abordagem Prática para a replicação de objetos abstratos de dados e foi nomeado para o prêmio ACM. 
Em dezembro de 2004, o jornal "Java Developer's" incluiu Bloch na lista dos "40 melhores programadores do mundo".